# ヨハン・ルドルフ・トルベッケ
ヨハン・ルドルフ・トルベッケ（Johan Rudolph Thorbecke、1798年1月14日 - 1872年6月4日）は、オランダの19世紀自由主義政治家。

## 人物
ライデン大学教授。彼は1848年に改正憲法を起草し、下院の直接選挙導入や下院の権限強化に寄与したことで知られる。憲法改正後、1849年から1853年まで、1862年から1866年まで、1871年から1872年まで三次にわたりオランダの内務大臣（事実上の首相）を務め、この間に、中央地方関係（第一次政権）や中等教育（第二次政権）などに関して法整備を進めた。